# 林敬珍
林敬珍（韓語：임경진，1978年4月23日—），是一位韓國已退役女子羽球運動員。

## 簡歷
在2000年亞洲羽毛球錦標賽中，林敬珍與李孝貞搭檔獲得了女子雙打冠軍。她們兩人還參加了在澳洲雪梨舉辦的2000年夏季奧林匹克運動會羽毛球比賽。